# Angola i olympiska sommarspelen 2016
Angola deltog med 25 deltagare vid de olympiska sommarspelen 2016 i Rio de Janeiro. Ingen av landets deltagare erövrade någon medalj.

## Friidrott
Förkortningar
- Notera– Placeringar avser endast det specifika heatet.
- Q = Tog sig vidare till nästa omgång
- q = Tog sig vidare till nästa omgång som den snabbaste förloraren eller, i fältgrenarna, genom placering utan att nå kvalgränsen
- NR = Nationellt rekord
- N/A = Omgången fanns inte i grenen
- Bye = Idrottaren behövde inte tävla i omgången

Bana och väg
| Idrottare          | Gren                | Heat     | Heat      | Kvartsfinal      | Kvartsfinal      | Semifinal        | Semifinal        | Final            | Final            |
| Idrottare          | Gren                | Resultat | Placering | Resultat         | Placering        | Resultat         | Placering        | Resultat         | Placering        |
| ------------------ | ------------------- | -------- | --------- | ---------------- | ---------------- | ---------------- | ---------------- | ---------------- | ---------------- |
| Hermenegildo Leite | Herrarnas 100 meter | 11,65    | 7         | Gick inte vidare | Gick inte vidare | Gick inte vidare | Gick inte vidare | Gick inte vidare | Gick inte vidare |
| Liliana Neto       | Damernas 100 meter  | 13,58    | 7         | Gick inte vidare | Gick inte vidare | Gick inte vidare | Gick inte vidare | Gick inte vidare | Gick inte vidare |

## Judo
| Idrottare       | Gren                      | Omgång 1                  | Omgång 2               | Kvartsfinaler        | Semifinaler          | Återkval             | Final / BM           | Final / BM       |
| Idrottare       | Gren                      | Motståndare Resultat      | Motståndare Resultat   | Motståndare Resultat | Motståndare Resultat | Motståndare Resultat | Motståndare Resultat | Placering        |
| --------------- | ------------------------- | ------------------------- | ---------------------- | -------------------- | -------------------- | -------------------- | -------------------- | ---------------- |
| Antónia Moreira | Damernas mellanvikt −70kg | Rodríguez (VEN) W 100–000 | Koch (GER) L 000–000 S | Gick inte vidare     | Gick inte vidare     | Gick inte vidare     | Gick inte vidare     | Gick inte vidare |

## Rodd
| Roddare                           | Gren                              | Heat    | Heat      | Återkval | Återkval  | Semifinal | Semifinal | Final   | Final     |
| Roddare                           | Gren                              | Tid     | Placering | Tid      | Placering | Tid       | Placering | Tid     | Placering |
| --------------------------------- | --------------------------------- | ------- | --------- | -------- | --------- | --------- | --------- | ------- | --------- |
| André Matias Jean-Luc Rasamoelina | Herrarnas lättvikts-dubbelsculler | 6:58,93 | 5 R       | 7:29,73  | 6 SC/D    | 7:39,59   | 4 FD      | 7:01,74 | 20        |

## Segling
| Seglare                       | Gren            | Lopp | Lopp | Lopp | Lopp | Lopp | Lopp | Lopp | Lopp | Lopp | Lopp | Lopp | Nettopoäng | Finalplacering |
| Seglare                       | Gren            | 1    | 2    | 3    | 4    | 5    | 6    | 7    | 8    | 9    | 10   | M*   | Nettopoäng | Finalplacering |
| ----------------------------- | --------------- | ---- | ---- | ---- | ---- | ---- | ---- | ---- | ---- | ---- | ---- | ---- | ---------- | -------------- |
| Manuel Lelo                   | Herrarnas laser | 44   | 43   | 45   | 45   | DNF  | 43   | 43   | 38   | 46   | 43   | EL   | 390        | 46             |
| Paixão Afonso Matias Montinho | Herrarnas 470   | 25   | 26   | 27   | 27   | 26   | 23   | 26   | 26   | 26   | 24   | EL   | 229        | 26             |

## Simning
| Idrottare         | Gren                   | Heat    | Heat      | Semifinal        | Semifinal        | Final            | Final            |
| Idrottare         | Gren                   | Tid     | Placering | Tid              | Placering        | Tid              | Placering        |
| ----------------- | ---------------------- | ------- | --------- | ---------------- | ---------------- | ---------------- | ---------------- |
| Pedro Pinotes     | Herrarnas 400 m medley | 4.25,84 | 25        | i.u.             | i.u.             | Gick inte vidare | Gick inte vidare |
| Ana Sofia Nóbrega | Damernas 100 m frisim  | 59,23   | 40        | Gick inte vidare | Gick inte vidare | Gick inte vidare | Gick inte vidare |